# ТЕС Камден
ТЕС Камден — теплова електростанція на північному сході Південно-Африканської Республіки. Збудована трохи менш ніж за двісті кілометрів на схід від Йоганнесбурга в провінції Мпумаланга (варто відзначити, що в останній розташована абсолютна більшість станцій країни, призначених для роботи в базовому режимі).
Будівельні роботи на майданчику цієї конденсаційної станції розпочались у 1962-му та завершились введенням її восьми енергоблоків в експлуатацію у період з 1967 по 1969 роки. Вони обладнані паровими турбінами потужністю по 200 МВт.
Видалення продуктів згоряння відбувається через чотири димарі висотою по 154 метри.
Охолодження здійснюється за допомогою шести градирень висотою по 112 метрів, а вода для технологічного процесу подається за 43 км від спорудженої на річці Мпама греблі Єрихон. Також існують додаткові водозабори із річок Нгвемпісі та Усуту.
Станція використовує в роботі вугілля, яке подається із трьох шахт розташованої поруч копальні. Спершу вугілля транспортується по конвеєрах довжиною 4,6 та 2,1 км, що прокладені від Східної та Західної до Південної шахти. Від останньої на ТЕС веде головний конвеєр довжиною 0,8 км. Для зберігання паливо на станції існують чотири склади загальною потужністю 72 тисячі тонн. Всього за рік ТЕС споживає 5,5 млн тонн вугілля.
Видача продукції відбувається по ЛЕП, розрахованій на роботу під напругою 400 кВ.
Паливна ефективність станції становить 32 %.
В 1990 році через падіння попиту на електроенергію в період демонтажу системи апартеїду станцію законсервували. На початку 2000-х попит відновився і станом на 2010 рік ТЕС Camden повністю повернули в експлуатацію.